# Lac Fonck
Le lac Fonck est un lac andin d'origine glaciaire situé en Argentine, à l'ouest de la province de Río Negro, dans le département de Bariloche, en Patagonie. 

## Toponymie
Il porte le nom de Francisco Fonck (es), un explorateur qui fit des expéditions dans la région argentine des « Lacs du Sud », au milieu du XIXe siècle.

## Description

Carte du parc national Nahuel Huapi.

Le lac se trouve sur le territoire du parc national Nahuel Huapi. Il s'allonge du nord-ouest au sud-est sur près de 7,5 kilomètres, dans une petite vallée glaciaire, vestige d'un glacier aujourd'hui disparu. Ses rives recouvertes d'un superbe manteau forestier, sont totalement dépourvues d'établissement humain. Il faut une autorisation spéciale pour pénétrer dans sa partie occidentale ou amont, ce secteur faisant partie de la zone de réserve stricte du parc interdite au tourisme de masse.
Sa vallée est entourée des cerros Volcánico (au sud-ouest - 1840 mètres), Fonck et Hess. Depuis le lac, on aperçoit l'imposant Mont Tronador, situé à quelque 15 km au nord.
Le lac fait partie du bassin versant du río Manso, et appartient de ce fait au bassin de l'océan Pacifique.

## Émissaire
L'émissaire du lac Fonck est le río Fonck qui  prend naissance près de son extrémité sud-est. Long de plus ou moins 4 kilomètres, il déverse ses eaux dans le lac Hess, lui-même situé sur le parcours du río Manso. 

## Tourisme
Un camping sans services se trouve sur sa rive, mais l'accès au lac est impossible avec un véhicule normal, la route depuis le lac Hess, de 6 km de long, ne permettant que le transit avec des véhicules « 4 x 4 ». Pour cette raison, le lac qui n'est distant que de 60 km de San Carlos de Bariloche, est isolé des circuits touristiques. 
C'est cependant une destination de choix pour les amateurs de pêche sportive aux salmonidés, et pour les amateurs de montagne. 

## La forêt
Le lac est entouré de forêts andino-patagoniques, avec une dense population de coihués (Nothofagus dombeyi) et d'autres Nothofagaceae. La forêt est plus claire à l'est et plus touffue à l'ouest. Dans la partie la plus amont du lac, aux précipitations très élevées, apparaît une forêt plus variée, classifiée comme « selve valdivienne ».